# Krystyna Karczewska
Krystyna Zofia Karczewska (ur. 1936) – polska lekarka, pediatra i gastroenterolog, profesor nauk medycznych, nauczyciel akademicki Śląskiego Uniwersytetu Medycznego w Katowicach, działaczka harcerska.

## Życiorys
Jest córką Heleny Karczewskiej, nauczycielki polonistki i działaczki harcerskiej, oraz Władysława Karczewskiego (ur. 21 grudnia 1898 w Sokalu), sędziego i kierownika Sądu Grodzkiego w Tarnopolu, podporucznika rezerwy Wojska Polskiego, zamordowanego w 1940 w Katyniu. W 1939 urodziła się jej siostra, Teresa.
W 1945 była repatriowana z Tarnopola do Tarnowskich Gór. W 1961 ukończyła studia lekarskie w Śląskiej Akademii Medycznej w Katowicach. W 1990 na podstawie dorobku naukowego oraz rozprawy pt. Glutenozależność w celiakii u dzieci w świetle obrazu klinicznego, metod diagnostycznych i wybranych aspektów etiopatogenetycznych uzyskała na Wydziale Lekarskim w Zabrzu ŚlAM stopień doktora habilitowanego nauk medycznych w zakresie medycyny, specjalność: pediatria. W 1998 otrzymała tytuł naukowy profesora nauk medycznych.
Pełniła funkcję kierownika I Katedry Pediatrii Wydziału Lekarskiego z Oddziałem Lekarsko-Dentystycznym Śląskiego Uniwersytetu Medycznego w Zabrzu.
Jest działaczką harcerską, aktywną m.in. w Stowarzyszeniu Ruchu Harcerskiego „Czuwaj”.

## Odznaczenia
- Krzyż Oficerski Orderu Odrodzenia Polski (2008)[5]

## Wybrane publikacje
- Glutenozależność w celiakii u dzieci w świetle obrazu klinicznego, metod diagnostycznych i wybranych aspektów etiopatogenetycznych. Rozprawa habilitacyjna (1990)
- Działalność społeczna, wychowawcza i naukowa Studenckiego Kręgu Instruktorskiego ZHP przy Śląskiej Akademii Medycznej w latach 1958-1988 (red. nauk. wspólnie z Anną Obuchowicz) (2011)
- Bożena Hager-Małecka - naukowiec, pediatra, społecznik (współredaktor) (2001)
- Pediatria. T. 5, Choroby układu pokarmowego (współautorka) (1998)
- Matka i dziecko. Postępy w neonatologii, pulmonologii i nefrologii dziecięcej (red. nauk.) (1998)[6]